# Le Raisonnement sociologique
 (septembre 2024).
 (septembre 2024).
- Si vous ne connaissez pas le sujet, laissez ce bandeau (vous pouvez alors contacter les auteurs).
- Si vous supprimez le contenu mis en cause (vous pouvez préalablement contacter les auteurs),

argumentez précisément cette suppression dans la page de discussion
(un manque de référence n'est pas un argument ; une recherche réelle de référence doit avoir été effectuée, être formellement documentée).
 (septembre 2024).
Si vous disposez d'ouvrages ou d'articles de référence ou si vous connaissez des sites web de qualité traitant du thème abordé ici, merci de compléter l'article en donnant les références utiles à sa vérifiabilité et en les liant à la section « Notes et références ».
Le Raisonnement sociologique. L'Espace non-popperien du raisonnement naturel est un essai du sociologue Jean-Claude Passeron, qui pose la question de la scientificité de la sociologie et des sciences sociales en général. Il a été réédité en 2006 sous le titre : Le raisonnement sociologique : Un espace non poppérien de l'argumentation.
Cet ouvrage recueille différents articles traitant d'épistémologie parus au cours de la carrière du sociologue. En fin d'ouvrage, Jean-Claude Passeron résume sa pensée à travers des propositions récapitulatives et un travail de définition.

## Propositions récapitulatives
Dans le chapitre conclusif de son ouvrage Le Raisonnement sociologique, Jean-Claude Passeron résume a minima les grandes thèses de son épistémologie. Il formule son questionnement épistémologique en termes wittgensteiniens et poppériens. Il propose trois manières de poser la question :
- « Qu'est-ce qui pourrait être dit vrai ou faux par référence à une épreuve empirique, pour des assertions portant sur des "faits" qu'on peut observer dans le monde historique? » ;
- « Posée à la description épistémologique, elle se formule en ces termes : comment se définit l' espace logique où peut prendre un sens énonçable la valeur probatoire du raisonnement sociologique tel que l'utilisent toutes les sciences sociales (Au sens de Wittgenstein : Les faits dans l'espace logique constituent le monde, proposition 1.1.3 du Tractatus) ? » ;
- « Ou, si l'on veut, à quelles conditions et sous quelles contraintes les sciences historiques peuvent-elles fonctionner comme sciences empiriques ? »

À ce questionnement, Jean-Claude Passeron répond en trois propositions principales :
1. « Les sciences empiriques sont des langages de description du monde qui doivent produire un type particulier de connaissance aux épreuves empiriques que la structure logique de ces langages rend possibles et nécessaires ».
2. « Il n’existe pas et il ne peut exister de « langage protocolaire » unifié de la description empirique du monde historique ».
3. « La mise à l’épreuve empirique d’une proposition théorique ne peut jamais revêtir en sociologie la forme logique de la réfutation (« falsification ») au sens poppérien ». (p. 542[Notes 1])

### Propositions secondaires
Ces trois propositions principales sont justifiées par 26 propositions, enrichies de trente scolies. Voici quelques-unes de ces propositions secondaires.
1.1. « On peut définir logiquement la compatibilité d’un énoncé avec un énoncé, jamais celle d’un énoncé avec une réalité. » (p. 544)
1.1.1. « Aucun énoncé protocolaire, si minimal qu’il puisse se faire pour se rapprocher du constat perceptif, ne peut prétendre à être une expression de la réalité qui disqualifierait tous les autres énoncés de base décrivant la même réalité. » (p. 545)
1.2. « La mise à l’épreuve empirique est un critère d’évaluation des propositions qui fonctionne dans une science empirique, justifiant ainsi sa caractérisation comme science empirique, parce que et dans la mesure où il existe un accord linguistique entre énonciateurs sur la correspondance entre énoncés de base et réalité observée. » (p. 546)
1.2.1. « Un haut degré de consensus réalisé dans un groupe de spécialistes et exprimant un haut degré de stabilisation d’un langage de description du monde définit un paradigme scientifique. » (p. 546)
1.2.1.1. « Une épreuve empirique a des effets d’autant plus décisifs sur le sort d’un langage de description du monde que ce langage est mieux protocolarisé, i.e. que ces termes et règles en sont plus complètement définis. » (p. 546)
2.2. « La vulnérabilité et, donc, la pertinence empirique des énoncés sociologiques ne peuvent être définies que dans une situation de prélèvement de l’information sur le monde qui est celle de l’observation historique, jamais celle de l’expérimentation. » (p. 554)
2.2.1. « L’expérimentation indirecte mise en œuvre par la comparaison historique ou sociologique ne peut engendrer des assertions dont la généralité soit équivalente à celle des assertions issues de l’expérimentation. » (p. 554)
2.2.2. « Le contexte d’une mesure ou d’une observation portant sur le monde historique ne peut être épuisé par une série finie d’assertions qui énonceraient les traits pertinents du contexte pour la validité de la mesure ou de l’observation considérée. » (p. 558)
2.2.3. « Les analyses qui permettent de généraliser les constats empiriques d’une enquête au-delà de son contexte singulier relèvent d’un raisonnement qui ne peut être que naturel, en ce sens qu’il articule comparativement des constats opérés dans des contextes dont l’équivalence n’est justifiée que par la typologie qui les apparente, inscrivant ainsi les assertions sociologiques dans une méthodologie de la présomption, distincte d’une méthodologie de la nécessité. » (p. 558)
3.1. « Aucune des propriétés logiques qui rendent possible la réfutabilité (« falsifiability ») d’une proposition théorique n’appartient stricto sensu aux propositions qui composent une théorie sociologique, du seul fait que le sens de l’information sur laquelle elles assertent reste toujours solidaire d’une série de configurations historiques singulières » (p. 575)
3.1.1. « L’universalité des propositions les plus générales de la sociologie est au mieux une universalité numérique, jamais une universalité logique au sens strict, selon la distinction poppérienne des deux sens logiques du tous employé dans les propositions universelles. » (p. 576)
3.1.2. « La structure nécessairement typologique des théories sociologiques et, partant, du langage de leurs énoncés de base, exclut une définition stricte des conditions initiales d’une observation, opération nécessaire à l’instauration de tout protocole falsificateur. » (p. 591)
3.2. « Tant qu’elle se réfère exclusivement au modèle nomologique des sciences expérimentales, la sociologie est effectivement placée, comme l’ensemble des sciences sociales, devant le dilemme poppérien qui ne laisse le choix à une science empirique (versus métaphysique) visant à définir rigoureusement sa pertinence empirique, qu’entre falsification et exemplification. » (p. 593)
3.3. « L'exemplification ne se réduit pas à l'univers amorphe des constats empiriques de valeur probatoire nulle, dont le modèle poppérien ne peut donner qu'une description négative, puisqu'il la constitue seulement comme classe complémentaire de la classe des opérations falsificatrices qui sont possibles et nécessaires dans les sciences expérimentales. » (p. 594)

## Définitions
L'ouvrage se conclut par plusieurs définitions, précisées par une ou plusieurs scolies qui sont ici que très partiellement retranscrites. Les auteurs auxquels Passeron renvoie explicitement sont Ludwig Wittgenstein, Karl Popper, Bertrand Russell, Rudolf Carnap et Luis Jorge Prieto.
- Monde : Tout ce qui advient.
- Monde empirique : Ensemble des co-occurrences observables ; tout ce qui est observable, rien qui ne le soit.
- Monde historique (cours du) : Ensemble des occurrences observables lorsqu'elles ne peuvent être désassorties de leurs coordonnées spatio-temporelles sauf à perdre le sens que l'on vise en assertant sur elles.

Passeron précise que le monde historique est compris dans le monde logique mais lorsqu'on y ajoute la contrainte de l'observabilité (définissant le monde empirique) et la contrainte de l'historicité, autrement dit l’impossibilité de ne pas faire de références spatio-temporelles.
- Empirique (science ou connaissance) : Ensemble d'assertions dont la vérité ou la fausseté ne peut être tranchée sans recourir à l'observation du monde empirique.
- Description : Énoncé ou ensemble d'énoncés qui, selon une ou des conventions ayant socialement cours, correspond à un fait ou un ensemble de faits.
- Contexte : Sous-ensemble du monde historique dont on peut montrer que sa description est indispensable pour établir le sens d'une assertion empirique quand on veut trancher de la vérité ou de la fausseté de cette assertion ou, plus généralement, quand on veut définir sa compatibilité ou son incompatibilité avec d'autres propositions entrant dans un raisonnement.

Passeron précise qu'on ne peut éliminer totalement le recours à la désignation dans les descriptions d'une discipline historique. Autrement dit, les descriptions contiennent nécessairement des « déictiques ». Par conséquent, elles ne peuvent prendre la forme d'une description définie.
- Espace logique (d'une assertion) : Ensemble des contraintes qui définissent pour une assertion le sens de ce que signifie pour elle le fait d'être vraie ou fausse.

Passeron précise que, puisque « les faits dans l'espace logique constituent le monde » (Wittgenstein, 1922, 1.13), l'espace logique est défini différemment selon que les propositions assertent sur un « monde possible », sur le monde empirique en général ou sur le monde historique. Lorsque des propositions portent sur le monde historique, elles inscrivent leur signification assertorique dans un espace où restent présentes les contraintes découlant de la définition empirique de ce monde (cf. ci-dessus, « monde historique » (b)). L'espace logique dans lequel les propositions assertent sur le monde historique est appelé espace non poppérien par Jean-Claude Passeron.
- Espace sémantique : Ensemble des champs sémantiques des concepts qu'il faut prendre en compte pour que le sens assertorique des propositions qui les contiennent ou en dépendent soit complètement défini.
- Interprétation : Est interprétation, dans une science empirique, toute reformulation du sens d'une relation entre des concepts descriptifs qui, pour transformer ce sens (l'enrichir, le déplacer ou le simplifier), doit faire intervenir la comparaison de cette relation avec des descriptions empiriques qui ne supposent pas exactement le même univers du discours que la relation ainsi interprétée.
- Identité (contexte identique ou constant) : s'entend toujours au sens de l'identité spécifique, et évidemment jamais au sens de l' identité numérique (ou mêmeté absolue, qui ne peut être désignée que par un nom propre).

Passeron précise que le raisonnement comparatif des sciences sociales repose toujours sur des concepts typologiques : « à défaut de pouvoir maîtriser l'identité ou la différence des contextes historiques par des descriptions définies, il ne peut fonder ses identifications conceptuelles que sur une typologie des contextes parents, dont la nomination participe ainsi, indirectement et partiellement, de la désignation par nom propre » (pp. 613-623).